# الأميرة فايزة بنت فؤاد الأول
الأميرة فايزة فؤاد رؤوف بنت الملك فؤاد الأول. ولدت في 8 نوفمبر 1923 وتوفيت في 6 يونيو 1994. كانت أميرة مصرية وسليلة أسرة محمد علي.

## نشأتها
ولدت الأميرة فايزة في قصر عابدين بالقاهرة، في الثامن من نوفمبر 1923. هي ثالث أطفال الملك فؤاد والملكة نازلي صبري. الأميرة فايزة هي أخت الملك فاروق والأميرة فوزية والأميرة فايقة والأميرة فتحية. جدها الأكبر من جانب أمها هو اللواء محمد شريف باشا، رئيس الوزراء ووزير الخارجية، وكان تركي الأصل.

## زواجها ونشاطها
لم ترغب في الزواج من أحد أفراد الأسرة الحاكمة في الشرق الأوسط. وعوضًا عن ذلك تزوجت بقريبها التركي محمد علي بولينت رؤوف [الإنجليزية] الذي كان في سن الرابعة والثلاثين، وكان ذلك في القاهرة في 17 مايو 1945. تم ترتيب الزواج من خلال الصلات العائلية. تعلم في الغرب وكان حفيدًا لإسماعيل باشا. لم يحبذ الملك الفاروق هذا الزواج لكنه وافق على مضض. بعد الزواج عاشت الأميرة فايزة مع زوجها في قصر الزهرية في الجزيرة المطلة على النيل.
كان للأميرة فايزة دورٌ فعال أثناء فترة نقاهة الأميرة فوزية في مصر بعد انفصالها عن شاه إيران عام 1948. كانت رمزًا رائدًا في جمعية الهلال الأحمر بمصر خلال حكم الملك فاروق. وضعها الملك فاروق هي وزوجها تحت الإقامة الجبرية بسبب الاشتباه. صنعت مع زوجها فيلمًا منزليًا عن إنقلاب عسكري [الإنجليزية] قبل ستة أسابيع من أحداث 1952.

## حياتها اللاحقة
بعدما تنازل الملك فاروق عن العرش نتيجة لثورة 1952 في مصر انتقلت الأميرة فايزة إلى إسطنبول في 1954. بعدها ذهبت مع زوجها إلى أسبانيا وفرنسا. ثم سافرت إلى الولايات المتحدة واستقرت في بيفرلي هيلز وتركت زوجها في باريس. عاشت هناك حتى وفاتها.

## وفاتها
توفيت الأميرة فايزة في 6 يونيو 1994 عن عمر يناهز السبعين في ويستوود في لوس أنجلوس.

## التكريمات
حصلت على نيشان الكمال.